# Heinz Baumann
Pour les articles homonymes, voir Baumann.
Heinz Baumann est un acteur allemand né le 12 février 1928 à Oldenbourg (État libre d'Oldenbourg) et mort le 4 mars 2023 à Munich (Bavière).

## Biographie
Il est le père de l'actrice Judith Richter.

## Filmographie

### Cinéma
- 1954 : Schloß Hubertus : Tassilo
- 1960 : Das Spukschloß im Spessart : Martin Hartog
- 1969 : Ich bin ein Elefant, Madame (de) : Dr. Nemitz
- 1971 : Et Jimmy alla vers l'arc-en-ciel (Und Jimmy ging zum Regenbogen) d'Alfred Vohrer: Grant
- 1973 : Alle Menschen werden Brüder (en) : William Carpenter
- 1974 : Seul le vent connaît la réponse (Die Antwort kennt nur der Wind) d'Alfred Vohrer
- 1982 : Le Jardinier de Toulouse (Der Gärtner von Toulouse)
- 1996 : Diebinnen

### Télévision
- 1962 : Becket oder Die Ehre Gottes : Thomas Becket
- 1965 : Die Chinesische Mauer : Don Juan
- 1965 : Der Arme Mann Luther
- 1966 : Irrungen, Wirrungen
- 1966 : Stella : Fernando
- 1966 : L'Alouette (Jeanne oder Die Lerche)
- 1967 : Moral : Oskar Ströbel
- 1968 : Bahnwärter Thiel : Thiel
- 1969 : Lauf doch nicht splitternackt herum
- 1969 : Der Rückfall
- 1969 : Die Verschwörung : Antonius
- 1972 : Stadt ohne Sheriff (série) : Antonio Colani
- 1973 : Kara Ben Nemsi Effendi (série) : Bybar
- 1975 : Polly oder Die Bataille am Bluewater Creek
- 1976 : Lobster (feuilleton) : Lobster
- 1976 : Der Winter, der ein Sommer war (feuilleton) : Oberst Rall
- 1977 : Nicht von gestern
- 1977 : Wie das Leben so spielt (série)
- 1978 : Tochter des Schweigens (série)
- 1978 : Kleine Geschichten mit großen Tieren
- 1978 : Le Renard : Knut Breker (Saison 2, épisode 13 : L'héritage de Marholm)
- 1979 : St. Pauli-Landungsbrücken (de) (série)
- 1979 : Achtung Kunstdiebe (série télévisée) : Gerd Wieland
- 1979 : Die Buddenbrooks (feuilleton) : Hugo Weinschenk
- 1980 : Felix und Oskar (série) : Oskar
- 1983 : Krimistunde (série)
- 1983 : In der Sackgasse
- 1983 : Ich heirate eine Familie (série) : Bernhard 'Bernie' Graf
- 1984 : Treffpunkt im Unendlichen : W.B., industriel
- 1985 : Ich, Christian Hahn (série) : Graf
- 1987 : Reichshauptstadt privat
- 1989 : Der Spatzenmörder
- 1990 : Ich will leben
- 1992 : Der Unschuldsengel : Kohlhaupt
- 1993 : Die Elefantenbraut : Dave Cassidy
- 1993 : Wehner - Die unerzählte Geschichte : Wehner (âgé)
- 1997 : Solo für Sudmann (série télévisée) : Jürgen Sudmann
- 2002 : Ein Abend mit Evelyn Hamann : invité
- 2003 : Das Traumschiff - Südsee : Herrmann Hofer
- 2004 : Vater werden ist nicht schwer : Gustav Tobel
- 2005 : Pfarrer Braun - Bruder Mord : Abt Nicodemus

## Prix
- 1976 : Hersfeld-Preis